# 25903 Yuvalcalev
25903 Yuvalcalev è un asteroide della fascia principale. Scoperto nel 2000, presenta un'orbita caratterizzata da un semiasse maggiore pari a 2,5167434 UA e da un'eccentricità di 0,1124152, inclinata di 3,49339° rispetto all'eclittica.